# Ralf Aron
Ralf Aron (21 maart 1998) is een Estisch autocoureur.

## Carrière
Aron begon zijn autosportcarrière in 2014 met zijn deelname aan verschillende Formule Renault 1.6-kampioenschappen. Voor het team Scuderia Nordica reed hij in de NEC-, NEZ- en Nordic-kampioenschappen. In zowel de NEC als de NEZ eindigde hij als tweede in het kampioenschap met respectievelijk twee en drie overwinningen. In de Nordic, waarin verschillende races tegelijk werden gereden met de NEZ, werd hij zesde met vijf overwinningen, waarvan vier op een rij in de laatste vier races van het seizoen. Aan het eind van het seizoen reed hij in de Winter Trophy van het Italiaanse Formule 4-kampioenschap voor het Prema Powerteam. In het evenement, gehouden over twee races op de Adria International Raceway, behaalde hij pole position in beide races, waarbij hij de eerste race won en in de tweede race als tweede eindigde.
In 2015 stapte Aron over naar het hoofdkampioenschap van de Italiaanse Formule 4, waarin hij voor Prema bleef rijden. Hij won negen races en werd kampioen met 331 punten, 108 meer dan zijn als tweede geëindigde teamgenoot Zhou Guanyu. Hiernaast reed hij voor Prema ook in vier raceweekenden van het ADAC Formule 4-kampioenschap, waarin hij de laatste race op de Nürburgring wist te winnen.
In 2016 maakt Aron zijn Formule 3-debuut in het Europees Formule 3-kampioenschap voor Prema. Een jaar later reed Aron voor het Britse team Hitech Racing. Op het kampioenschap van 2017 werd hij hierin 9e.
In 2017 werd Aron derde bij de Formule 3-race op het Grand Prix van Macau.
In 2018 rijdt Aron weer in de formule 3 champonship alleen dan weer met zijn oude team Prema.